# Othmar Ammann
Othmar Hermann Ammann (26 de març de 1879 - 22 de setembre de 1965) va ser un enginyer civil i dissenyador nord-americà, se li atribueix el disseny de nombrosos ponts, alguns dels més famosos són el Pont George Washington, el Pont Verrazano-Narrows i el Pont Bayonne.

## Biografia
Va néixer en Schaffhausen, Suïssa en 1879. Va cursar els seus estudis d'enginyeria a l'Escola Politècnica Federal de Zuric. En 1904 migra a la ciutat de Nova York per començar el seu treball com a enginyer civil. En 1905 torna breument a Suïssa per contreure matrimoni amb Lilly Selma Wehrli amb qui va tenir 3 fills abans de la defunció de la seva esposa en 1933. Adquireix la nacionalitat nord-americana el 1924. Va contreure novament matrimoni amb Karly Vogt Noetzli el 1935 a Califòrnia.
La carrera de Othmar Ammann comença a destacar en escriure estudis sobre el col·lapse de ponts, en particular el col·lapse del Pont de Quebec i del Pont Tacoma Narrow. El informe que va escriure sobre el Pont de Quebec va ser el que li va donar al principi el reconeixement en el camp del disseny de ponts. Per aquest mateix informe va obtenir una ocupació treballant per Gustav Lindenthal al Pont Hell Gate. En 1925 va ser nomenat enginyer de ponts de l'Autoritat Portuària de Nova York. El seu disseny per a la construcció d'un pont que travessés el Riu Hudson va ser triat sobre el disseny del seu mentor Gustav Lindental. El disseny d'aquest pont es convertiria en el projecte del Pont George Washington.
Sota la direcció de Othmar Ammann, el Pont George Washington va ser completat sis mesos abans del que estava planejat i amb un pressupost menor al que estava planejat al principi. Ammann va continuar treballant com a Director d'enginyeria de l'Autoritat Portuària de Nova York fins a 1939. Mentre treballava a l'Autoritat Portuària de Nova York enl 1934, els seus treballs amb ponts van cridar l'atenció de Robert Moses, un altre constructor reconegut, qui el va reclutar per treballar per a ell. Quatre dels últims sis ponts que va construir Ammann a Nova York van ser construïts 
per la Triborough Bridge and Tunnel Authority de Robert Moses. El 1946 Ammann i Charles Whitney van fundar la companyia Ammann & Whitney. En 1964, Ammann va obrir el Pont Verrazano-Narrows que per a la seva època era el pont suspès més llarg del món amb 1.300 metres. Ammann també va contribuir al disseny del Pont Golden Gate a San Francisco.

## Treballs
Othmar Ammann va dissenyar més de la meitat dels onze ponts que connecten la Ciutat de Nova York amb la resta dels Estats Units. La seva capacitat i enginy per al disseny de ponts li va permetre la construcció dels dos ponts suspesos més llargs de l'època. La popularitat del seu treball es basava en la lleugeresa i economia dels ponts que dissenyava sense sacrificar l'aspecte estètic de la construcció.

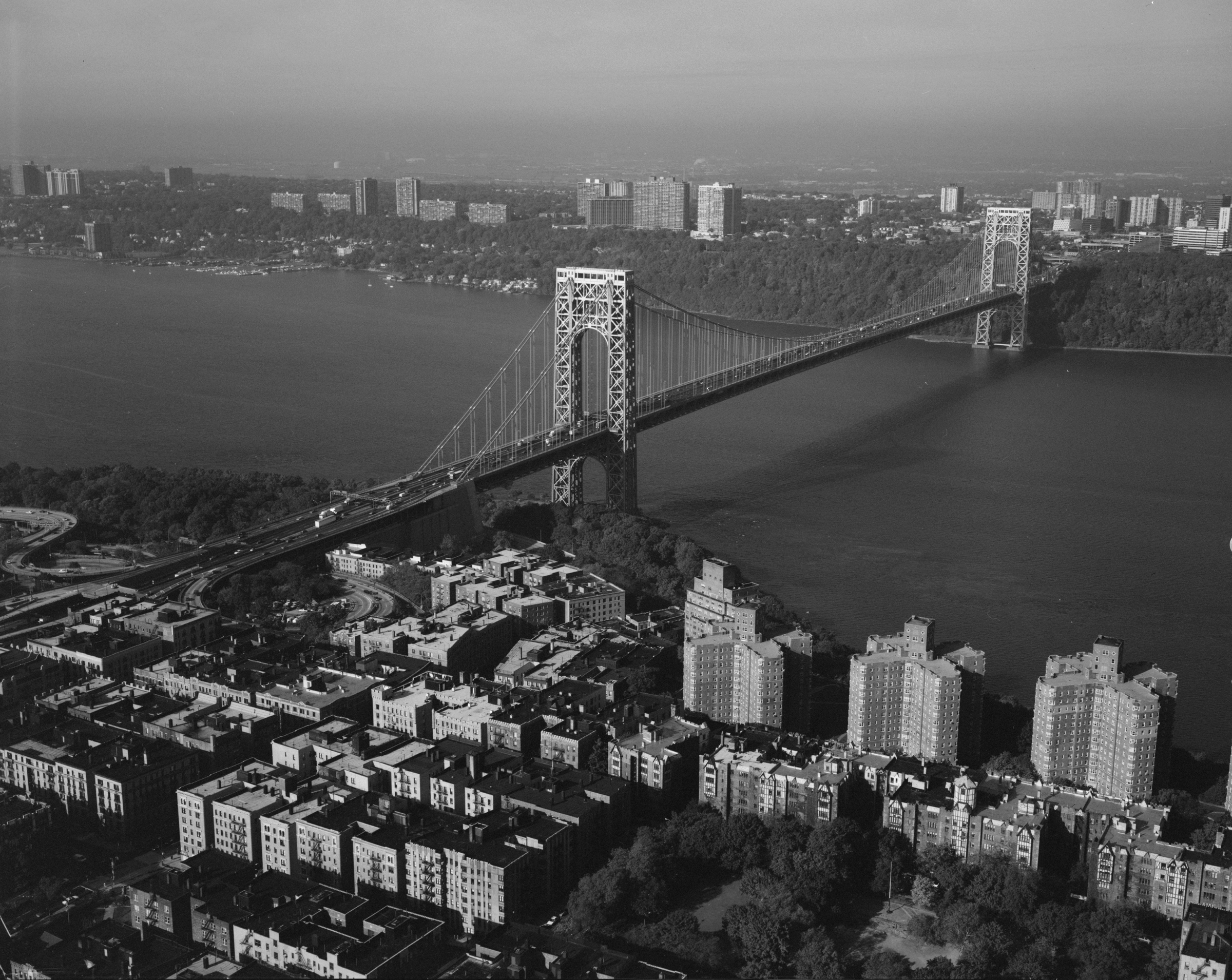
Pont George Washington

En l'aspecte estructural el seu treball es basava en la teoria de deflexió, Ammann considerava que els cables de suspensió en els ponts brindaven la rigidesa necessària a l'estructura sense necessitat d'usar bigues rígides, per la qual cosa el cost dels seus projectes disminuïa dramàticament. Això va augmentar encara més la seva popularitat a causa de la crisi econòmica que travessava Estats Units en l'època. Alguns ponts famosos dissenyats per Ammann són els següents:
- Pont George Washington (Obert el 24 d'octubre de 1931)
- Pont Bayonne (Obert el 15 de novembre de 1931)
- Pont Triborough (Obert l'11 de juliol de 1936)
- Pont Bronx-Whitestone (Obert el 29 d'abril de 1939)
- Pont Walt Whitman (Obert el 16 de maig de 1957)
- Pont Throgs Neck (Obert l'11 de gener de 1961)
- Pont Verrazano-Narrows (Obert el 21 de novembre de 1964)